# Senyor Uixer del Bastó Porpra
El Senyor Uixer del Bastó Porpra (anglès: Gentleman Usher of the Purple Rod) és l'uixer del Molt Excel·lent Orde de l'Imperi Britànic, establert el 1917 i efectiu des de 1918.

## Ocupants dels càrrec
- 1918 – 23 d'agost de 1952: Sir Frederic Kenyon
- 30 de setembre de 1952 – 2 de desembre de 1960: Sir Ernest Gowers
- 2 de desembre de 1960 – 8 d'abril de 1969: Malcolm Eve, 1st Baron Silsoe
- 8 d'abril de 1969 – 1985: Sir Robert Bellinger
- 1985 – 30 de novembre de 2000: Sir Robin Gillett, Bt.
- 30 de novembre de 2000 - 23 de juliol de 2013: Sir Alexander Graham
- 23 de juliol de 2013 - Present Dama Amelia Chilcott Fawcett, DBE (Primera Dama Uixer)